# 汪藻 (成化進士)
汪藻（1440年—？），字文潔，號寅長，四川成都府內江縣人，明朝政治人物。

## 生平
幼有奇童之譽。成化元年（1465年）乙酉科四川鄉試舉人第一名（解元），成化十四年（1478年）戊戌科進士。選庶吉士，十六年十二月授兵科給事中。累官貴州石阡府知府，弘治十一年（1498年）十二月升山西布政使司左參政，十四年十二月考察以不謹冠带闲住。

## 家族
曾祖汪潤；祖父汪本；父汪倫，母黃氏。弟汪芝、汪藺。